# Englische Frauen-Rugby-Union-Nationalmannschaft
Die englische Frauen-Rugby-Union-Nationalmannschaft (englisch England women’s national rugby union team), auch bekannt unter ihrem Spitznamen Red Roses, ist die Nationalmannschaft Englands in der Sportart Rugby Union und repräsentiert das Land bei allen Länderspielen (Test Matches) der Frauen. Die organisatorische Verantwortung trägt die Rugby Football Union (RFU). Jedes Jahr nimmt die Mannschaft am Turnier Six Nations teil, zusammen mit Frankreich, Irland, Italien, Schottland und Wales. Bisher gewann England den Titel 21 Mal, einschließlich 19 Grand Slams und 25 Triple Crowns, bei insgesamt 30 Austragungen.
Englands erstes Test Match fand 1987 statt, als es in Pontypool auswärts gegen Wales gewann. England spielt traditionell in weißen Trikots, weißen Hosen und marineblauen Socken, mit einer vom Haus Lancaster entlehnten aufgestickten Rose auf dem Trikot. Abgesehen von wenigen Ausnahmen werden alle Heimspiele im Twickenham Stadium in London ausgetragen.
Seine wichtigsten internationalen Auftritte hat das Team bei den alle vier Jahre stattfindenden Weltmeisterschaften. Gleich bei der ersten Austragung 1991 gelang der Einzug ins Finale, wo man den Vereinigten Staaten unterlag. 1994 und 2014 gewannen die Engländerinnen ihre zwei Weltmeistertitel, während sie fünf weitere Male das Finale erreichten und jeweils Neuseeland unterlagen. England war Gastgeber der Weltmeisterschaft 2010 und auch die Weltmeisterschaft 2025 findet dort statt. Drei ehemalige Spielerinnen wurden in die World Rugby Hall of Fame aufgenommen.

## Organisation

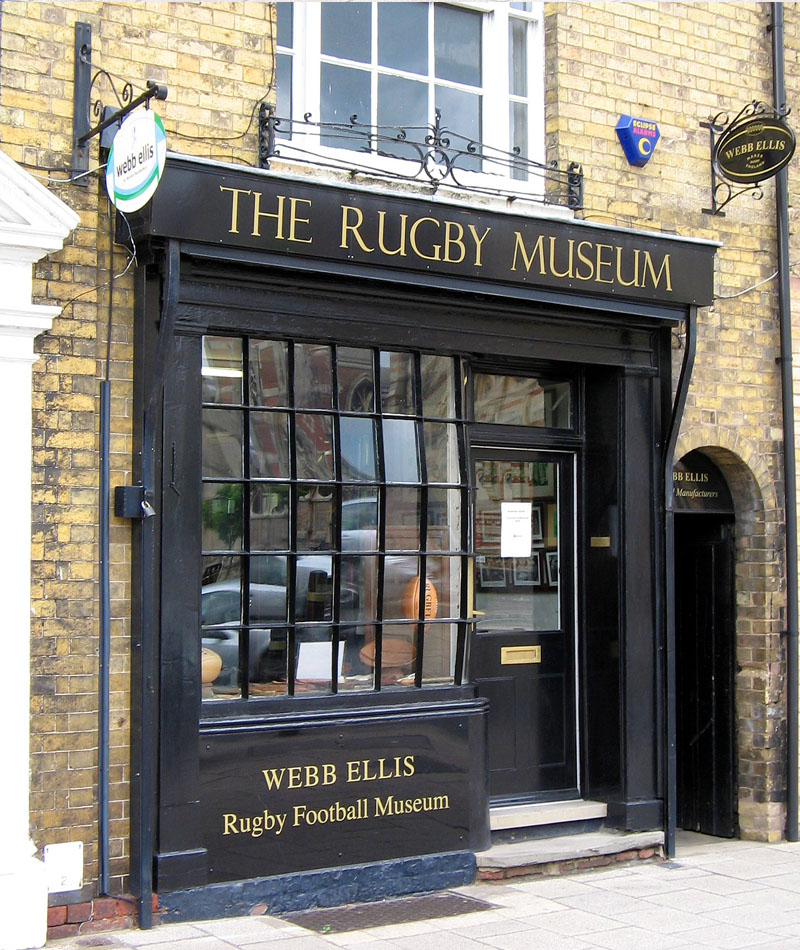
Das Webb Ellis Rugby Football Museum in Rugby

Verantwortlich für die Organisation von Rugby Union in England ist der Verband Rugby Football Union (RFU). Die RFU wurde am 26. Januar 1871 gegründet. Sie ist damit der älteste Rugby-Union-Verband und trat 1890 dem International Rugby Football Board (IRFB; heute World Rugby) bei. Außerdem trat die RFU 1999 dem europäischen Kontinentalverband FIRA-AER (heute Rugby Europe) bei. Die höchste Rugby-Union-Liga Englands ist die Premiership Women’s Rugby, die neun Mannschaften umfasst.

## Geschichte

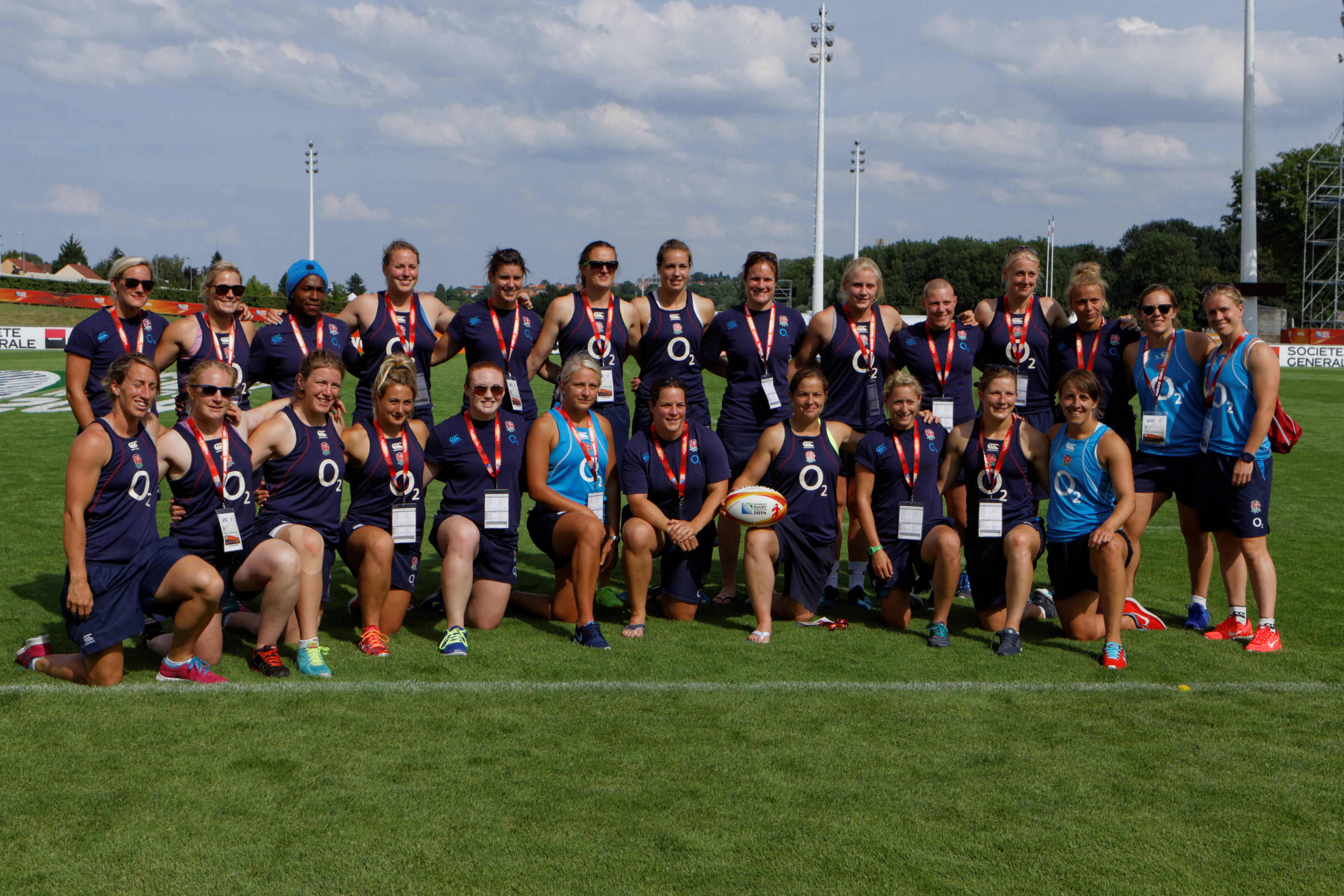
England bei der Weltmeisterschaft 2014

Vor 2009 unterschieden sich das Emblem und Logo der englischen Frauen-Rugby-Union-Nationalmannschaft von dem der Männer. Mit dem Zusammenschluss der Rugby Football Union for Women mit der Rugby Football Union im Jahr 2009 übernahm das Frauenteam die Abzeichen der Männer.
England nahm an jeder Austragung der Weltmeisterschaft teil, wobei sie die Turniere 1994 und 2014 gewinnen konnten und sich sechs weitere Male als Vizeweltmeisterinnen krönten.
1995/1996 wurde erstmals die Home Nations Championship zwischen England, Irland, Schottland und Wales ausgetragen und von den Engländerinnen gewonnen. Danach gewannen sie fast alle Austragungen mit Ausnahme von 1997/98, das die Schottinnen gewannen.
1998/99 wurde Frankreich aufgenommen, womit das Turnier zur Five Nations Championship wurde. In den ersten drei Jahren gewann England das Turnier mitsamt Grand Slam.
2001/02 kehrte Irland als Vorbereitung auf die Weltmeisterschaft 2002 in das Turnier zurück, womit es zum Six Nations wurde. Seitdem klassierte sich England nur zweimal schlechter als den zweiten Platz, 2013 bzw. 2015, und gewann 16 Turniere. Darunter sind sieben aufeinanderfolgende Turniersiege zwischen 2006 und 2012 sowie 14 weitere Male den Grand Slam, einschließlich vier aufeinanderfolgende Male zwischen 2022 und 2025.

## Trikot, Logo und Spitzname

Die rote Rose des Hauses Lancaster

England spielt traditionell in weißen Trikots mit weißen Hosen und überwiegend dunkelblauen Socken. Das Logo auf dem Trikot ist eine rote Rose, anstelle der drei Löwen auf den Trikots der Fußballmannschaft und der Cricketmannschaft.

## Stadien

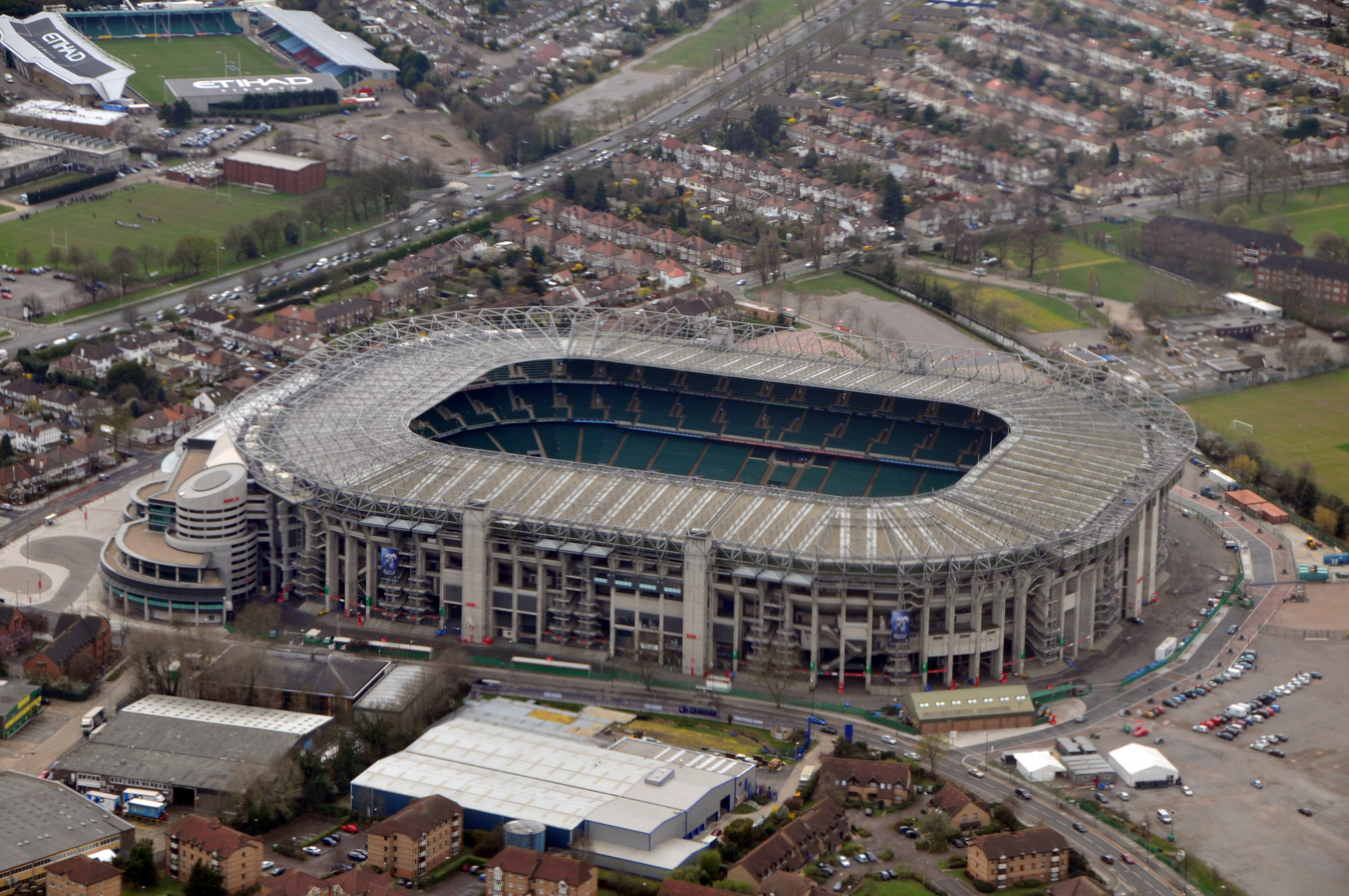
Luftbild des Londoner Twickenham Stadiums

Twickenham im Südwesten Londons ist das größte reine Rugbystadion weltweit. Hier finden für gewöhnlich wichtige Test Matches statt, die große Zuschauerzahlen anziehen. Zur Verbreitung des Frauenrugby werden auch andere englische Stadien wie das Welford Road Stadium in Leicester oder das York Community Stadium in York verwendet.

## Test Matches
England hat 282 seiner bisher 328 Test Matches gewonnen, was einer Gewinnquote von 86,00 % entspricht. Die Statistik der Test Matches Englands gegen alle Nationen, alphabetisch geordnet, ist wie folgt (Stand: 26. April 2025):
| Land               | Spiele | Gewonnen | Unent- schieden | Verloren | % Siege |
| ------------------ | ------ | -------- | --------------- | -------- | ------- |
| Australien         | 7      | 7        | 0               | 0        | 100,00  |
| Deutschland        | 1      | 1        | 0               | 0        | 100,00  |
| Fidschi            | 1      | 1        | 0               | 0        | 100,00  |
| Frankreich         | 57     | 44       | 0               | 13       | 77,19   |
| Irland             | 33     | 31       | 0               | 2        | 93,94   |
| Italien            | 26     | 26       | 0               | 0        | 100,00  |
| Kanada             | 37     | 33       | 1               | 3        | 89,19   |
| Kasachstan         | 3      | 3        | 0               | 0        | 100,00  |
| Neuseeland         | 33     | 13       | 1               | 19       | 39,39   |
| Niederlande        | 4      | 4        | 0               | 0        | 100,00  |
| Russland           | 2      | 2        | 0               | 0        | 100,00  |
| Samoa              | 2      | 2        | 0               | 0        | 100,00  |
| Schottland         | 33     | 31       | 0               | 2        | 93,94   |
| Schweden           | 3      | 3        | 0               | 0        | 100,00  |
| Spanien            | 16     | 14       | 1               | 1        | 87,50   |
| Südafrika          | 6      | 6        | 0               | 0        | 100,00  |
| Vereinigte Staaten | 21     | 20       | 0               | 1        | 95,24   |
| Wales              | 42     | 40       | 0               | 2        | 95,24   |
| Gesamt             | 328    | 282      | 3               | 43       | 86,00   |

## Rivalitäten mit anderen Nationalmannschaften
Insbesondere mit den Nationalmannschaften der benachbarten britischen Home Nations pflegen die Engländerinnen eine große Rivalität. Von den 33 bisherigen Begegnungen gegen Schottland gewann England 31 und Schottland zwei. Bei Weltmeisterschaften trafen die Mannschaften bisher einmal aufeinander (1994), wobei England siegreich war.
England und Frankreich trafen bisher 57 Mal aufeinander, wobei England 44 Test Matches gewinnen konnte und Frankreich 13. Bei Weltmeisterschaften spielten beide Mannschaften bisher viermal gegeneinander; dabei entschied England alle Begegnungen für sich. Das Spiel zwischen beiden Teams wird in den Medien und bei den Fans in England und Frankreich gleichermaßen Le Crunch genannt.
England und Irland spielten in bisher 33 Test Matches gegeneinander, wobei England 31 Mal erfolgreich war und Irland zweimal. Bei Weltmeisterschaften trafen die Mannschaften bisher dreimal aufeinander (Gruppenspiele 2006 und 2010 sowie Viertelfinale 2014), wovon England alle gewann. England und Wales bestritten bisher 44 Test Matches, wovon England 42 und Wales zwei gewann. Bei Weltmeisterschaften spielten beide Mannschaften bisher noch nicht gegeneinander.
Wie die anderen etablierten Rugbynationen der nördlichen Hemisphäre pflegt auch England eine Rivalität mit den „großen“ Nationalmannschaften der südlichen Hemisphäre. So traf England bei fünf Endspielteilnahmen auf Neuseeland (unterlag jedoch jeweils). England pflegt auch eine gewisse Rivalität mit Australien, wobei England alle sieben Begegnungen für sich entschied. Ein zusätzlicher Aspekt im Duell mit England ist in der seit dem späten 19. Jahrhundert bestehenden starken sportlichen Rivalität zwischen Australien und England begründet, die auch in anderen Sportarten (vor allem im Cricket und auch bei den Commonwealth Games) einen besonderen Stellenwert hat.
England pflegt auch eine gewisse Rivalität mit Kanada. Von den 37 bisherigen Begegnungen gewann England 33 und Kanada drei, zuzüglich ein Unentschieden. So traf England bei einer Endspielteilnahme auf Kanada, ebenso bestritten beide Teams ein Spiel um Platz drei gegeneinander (und gewann jeweils). Eine weitere Rivalität besteht mit den Vereinigten Staaten. Von den 21 bisherigen Begegnungen gewann England 20 und die Vereinigten Staaten eine. So traf England bei zwei Endspielteilnahmen auf die Vereinigten Staaten (mit jeweils einem Sieg und einer Niederlage).

## Erfolge

### Weltmeisterschaften
England hat an jeder Weltmeisterschaft teilgenommen und konnte das Turnier bisher zweimal gewinnen: bei der zweiten Austragung 1994 und bei der siebten Austragung 2014. Damit wurden die Red Roses die erste Mannschaft, die den Titel zweimal gewinnen konnte. Sechs weitere Male wurden die Engländerinnen Vizeweltmeisterinnen.
| Jahr | Resultat         | Spiele          | Siege           | Unent.          | Ndlg.           | +/-             | Punkte          |
| ---- | ---------------- | --------------- | --------------- | --------------- | --------------- | --------------- | --------------- |
| 1991 | 2. Platz         | 4               | 3               | 0               | 1               | 56:28           | –               |
| 1994 | Weltmeisterinnen | 5               | 5               | 0               | 0               | 172:39          | –               |
| 1998 | 3. Platz         | 5               | 4               | 0               | 1               | 219:78          | –               |
| 2002 | 2. Platz         | 4               | 3               | 0               | 1               | 138:37          | 6               |
| 2006 | 2. Platz         | 5               | 4               | 0               | 1               | 146:47          | 14              |
| 2010 | 2. Platz         | 5               | 4               | 0               | 1               | 171:23          | 15              |
| 2014 | Weltmeisterinnen | 5               | 4               | 1               | 0               | 184:37          | 12              |
| 2017 | 2. Platz         | 5               | 4               | 0               | 1               | 211:88          | 15              |
| 2021 | 2. Platz         | 6               | 5               | 0               | 1               | 270:84          | 14              |
| 2025 | qualifiziert     | qualifiziert    | qualifiziert    | qualifiziert    | qualifiziert    | qualifiziert    | qualifiziert    |
| 2029 | noch ausstehend  | noch ausstehend | noch ausstehend | noch ausstehend | noch ausstehend | noch ausstehend | noch ausstehend |
| 2033 | noch ausstehend  | noch ausstehend | noch ausstehend | noch ausstehend | noch ausstehend | noch ausstehend | noch ausstehend |

### Home Nations / Five Nations / Six Nations
Englands einziges jährliches Turnier sind die Six Nations, bei der das Team gegen fünf andere europäische Mannschaften antritt: Frankreich, Irland, Italien, Schottland und Wales. Die Six Nations begannen 1996 als Home Nations Championship, die England direkt mit einer Triple Crown gewinnen konnte, also einem Sieg gegen alle anderen Home Nations. England gewann 21 Titel. Bisher 19 Mal gelang ein Grand Slam, das heißt eine Triple Crown und ein zusätzlicher Sieg gegen Frankreich im Verlaufe eines Turniers.
- 21 Siege (1996, 1997, 1999, 2000, 2001, 2003, 2006, 2007, 2008, 2009, 2010, 2011, 2012, 2017, 2019, 2020, 2021, 2022, 2023, 2024, 2025)
- 19 Grand Slams (1996, 1997, 1999, 2000, 2001, 2003, 2006, 2007, 2008, 2010, 2011, 2012, 2017, 2019, 2020, 2022, 2023, 2024, 2025)
- 25 Triple Crowns (1996, 1997, 1999, 2000, 2001, 2002, 2003, 2004, 2005, 2006, 2007, 2008, 2010, 2011, 2012, 2014, 2016, 2017, 2018, 2019, 2020, 2022, 2023, 2024, 2025)

### Europameisterschaften
In der Vergangenheit beteiligte sich die englische Nationalmannschaft an den Europameisterschaften und entschied fünf Austragungen für sich.
- Turniersiege (5): 1997, 2007, 2008, 2011, 2012

## Spielerinnen

### Aktueller Kader
Die folgenden Spielerinnen bilden den Kader während der Weltmeisterschaft 2025:
| Spielerin         | Position         | Verein                 | Länderspiele |
| ----------------- | ---------------- | ---------------------- | ------------ |
| Natasha Hunt      | Gedrängehalb     | Gloucester-Hartpury    | 082          |
| Lucy Packer       | Gedrängehalb     | Harlequins             | 033          |
| Holly Aitchison   | Verbinderin      | Sale Sharks            | 040          |
| Zoe Harrison      | Verbinderin      | Saracens               | 059          |
| Tatyana Heard     | Innendreiviertel | Gloucester-Hartpury    | 031          |
| Megan Jones       | Innendreiviertel | Trailfinders           | 027          |
| Helena Rowland    | Innendreiviertel | Loughborough Lightning | 041          |
| Emily Scarratt    | Innendreiviertel | Loughborough Lightning | 118          |
| Jade Shekells     | Innendreiviertel | Gloucester-Hartpury    | 003          |
| Jessica Breach    | Außendreiviertel | Saracens               | 047          |
| Abby Dow          | Außendreiviertel | vereinslos             | 054          |
| Claudia MacDonald | Außendreiviertel | Exeter Chiefs          | 035          |
| Ellie Kildunne    | Schlussfrau      | Harlequins             | 053          |
| Emma Sing         | Schlussfrau      | Gloucester-Hartpury    | 010          |

| Spielerin          | Position               | Mannschaft             | Länderspiele |
| ------------------ | ---------------------- | ---------------------- | ------------ |
| Lark Atkin-Davies  | Haklerin               | Bristol Bears          | 068          |
| May Campbell       | Haklerin               | Saracens               | 004          |
| Amy Cokayne        | Haklerin               | Sale Sharks            | 084          |
| Sarah Bern         | Pfeiler                | Bristol Bears          | 073          |
| Hannah Botterman   | Pfeiler                | Bristol Bears          | 058          |
| Mackenzie Carson   | Pfeiler                | Gloucester-Hartpury    | 021          |
| Kelsey Clifford    | Pfeiler                | Saracens               | 015          |
| Maud Muir          | Pfeiler                | Gloucester-Hartpury    | 042          |
| Zoe Aldcroft       | Zweite-Reihe-Stürmerin | Gloucester-Hartpury    | 065          |
| Rosie Galligan     | Zweite-Reihe-Stürmerin | Saracens               | 025          |
| Lilli Ives Campion | Zweite-Reihe-Stürmerin | Loughborough Lightning | 003          |
| Morwenna Talling   | Zweite-Reihe-Stürmerin | Sale Sharks            | 023          |
| Abbie Ward         | Zweite-Reihe-Stürmerin | Bristol Bears          | 076          |
| Abi Burton         | Flügelstürmerin        | Trailfinders           | 003          |
| Maddie Feaunati    | Flügelstürmerin        | Exeter Chiefs          | 017          |
| Sadia Kabeya       | Flügelstürmerin        | Loughborough Lightning | 023          |
| Alex Matthews      | Flügelstürmerin        | Gloucester–Hartpury    | 076          |
| Marlie Packer      | Flügelstürmerin        | Saracens               | 111          |

### Bekannte Spielerinnen
Drei ehemalige englische Spielerinnen wurden aufgrund ihrer herausragenden Leistungen in die World Rugby Hall of Fame aufgenommen:
| Spielerin         | Position               | Aufnahme |
| ----------------- | ---------------------- | -------- |
| Margaret Alphonsi | Flügelstürmerin        | 2016     |
| Gill Burns        | Dritte-Reihe-Stürmerin | 2014     |
| Carol Isherwood   | Dritte-Reihe-Stürmerin | 2014     |

Ebenfalls in die Hall of Fame aufgenommen wurden Alice Cooper, Sue Dorrington, Mary Forsyth und Deborah Griffin (Organisatorinnen der ersten Frauen-Weltmeisterschaft).